# باب اسکات (راننده مسابقه)
باب اسکات (انگلیسی: ‎Bob Scott‎؛ زادهٔ ۴ اکتبر ۱۹۲۸ در واتسون ویل، کالیفرنیا، درگذشتهٔ ۵ ژوئیهٔ ۱۹۵۴ در دارلینگتون، کارولینای جنوبی) رانندهٔ مسابقات اتومبیل‌رانی فرمول یک اهل ایالات متحده آمریکا بود که از فصل ۱۹۵۲ تا ۱۹۵۴ در مجموع در سه گراند پری شرکت کرد، اما موفق به کسب هیچ امتیازی نشد.
اسکات در ۵ ژوئیه ۱۹۵۴ بر اثر تصادف رانندگی به‌هنگام مسابقه در دارلینگتون، کارولینای جنوبی درگذشت.